# Erick Silva
Erick Vinicius Silva, född 21 juni 1984 i Vila Velha, är en brasiliansk MMA-utövare som sedan 2011 tävlar i organisationen Ultimate Fighting Championship.